# FNNテレビ静岡ニュース
『FNNテレビ静岡ニュース』（エフフエヌエヌ テレビしずおかニュース）は、テレビ静岡で放送される、フジテレビ『FNNニュース』の静岡県内のローカルニュース番組の総称である。

## FNNテレビ静岡ニュース→プライムニュース プラス→テレビ静岡ニュース
時刻はいずれも日本標準時。
- 月 - 金曜 16:15頃 - 16:20頃、土曜 14:25 - 14:30[1]、日曜 14:55 - 15:00
静岡県内のローカルニュースを放送。月-金曜は2013年9月30日以降、『情報ワイド てっぺん静岡』内のスポットニュースコーナーとして放送。
- 月曜 - 土曜 20:54 - 21:00
月曜 - 土曜に静岡県内のローカルニュースを放送している。また2018年3月まで、日曜と年末年始にはFNN制作の全国ニュース（中身は『THE NEWSα Pick』[2]）を放送していた。日曜のみニュース終了後に静岡県内の天気予報を放送。
2018年4月4日よりタイトルを『プライムニュース プラス』に改題。なお、同月からのフジテレビでの月 - 木・土曜日20:54 - 21:00・金曜日21:49 - 21:55のスポットニュース枠廃止[3]に伴い、これまでの『FNNテレビ静岡ニュース』（上述）を改題、放送日数も週6日に改編。これまで通り静岡県内のニュースを放送。2019年3月29日（22:46 - 22:52）を最後に終了する。
2019年4月3日よりタイトルを『テレビ静岡ニュース』に再改題（FNN冠なし）。放送枠は前年度から引き続き週6日、これまで通り県内ニュースを放送する。なお年末年始、2022年7月以降は上記のニュースを放送せず、20時台、21時台（スペシャル放送時は19時台、22時台も該当）番組終盤あるいは番組冒頭6分間のローカルセールス枠[4][5]を含めて全編フルバージョンで放送する場合がある。

## 夕方のワイドニュース枠
テレビ静岡ニュースホットライン
1974年4月 - 1978年9月： 月曜日 - 金曜日 16:45 - 17:00
テレビ静岡ニュースレポート
1978年10月 - 1979年6月： 月曜日 - 金曜日 18:30 - 18:55
テレビ静岡ニュースプラザ
1979年7月 - 1984年9月： 月曜日 - 金曜日 18:30 - 18:55
FNNテレビ静岡スーパータイム
1984年10月1日 - 1997年3月30日： 月曜日 - 金曜日 18:00 - 18:55、土曜日 18:00 - 18:30、日曜日 17:30 - 18:00
この番組からFNN冠がつく（FNNの全国ニュースを内包した構成となったことに伴う）。
FNNテレビ静岡ザ・ヒューマン
1997年3月31日 - 1998年3月29日： 月曜日 - 金曜日 17:54.45 - 18:55、土曜日 18:00 - 18:30、日曜日 17:30 - 18:00
FNNテレビ静岡スーパーニュース
1998年3月30日 - 2015年3月29日：月曜日 - 金曜日 17:54 - 19:00、土曜日・日曜日 17:30 - 18:00 
前半は全国ニュース（FNNスーパーニュース）、月 - 金曜は18:15から静岡県内のローカル枠。
※なお、月 - 金曜の放送時間は『ドレみ〜る』があるため、18:55までとなっている（しかし、編成上は内包番組扱い）。
LIVEをピピピ・みんなのニュース しずおか
2015年3月30日 - 2018年3月30日：月曜日 - 金曜日 17:00 - 19:00、土曜日・日曜日 17:30 - 18:00
月 - 金曜は18:15から静岡県内のローカル枠。
この番組からFNN冠および局名の「テレビ静岡」を外し、平仮名表記の「しずおか」を付加。
静岡すみずみアワー・プライムニュース しずおか
2018年4月2日 - 2019年3月29日：月曜日 - 金曜日 17:53 - 19:00、土曜日・日曜日 17:30 - 18:00
静岡すみずみアワー・FNN Live News it!
2019年4月1日 - 2019年6月28日：月曜日 - 金曜日 17:53 - 19:00、土曜日・日曜日 17:30 - 18:00
約4年ぶりのFNN冠番組となる。
ただいま!テレビ・FNN Live News イット!
2019年7月1日 - ：月曜 - 金曜 16:40 - 19:00（実質18:59終了）、土曜日・日曜日 17:30 - 18:00
本番組から「ただいま!テレビ」の1コーナーとして放送。週末はEPGやテレビ静岡公式ホームページ番組表で「県内のニュースは17:48ごろ」と表示。

## FNNニュース
FNN中日新聞ニュース
日曜 6:00 - 6:15
中身はフジテレビ発の『FNNニュース』。現在は1月 - 3月と7月 - 9月にこのタイトルを使用。
FNN産経新聞ニュース
日曜 6:00 - 6:15
同じく中身はフジテレビ発の『FNNニュース』。現在は4月 - 6月と10月 - 12月にこのタイトルを使用。
上記のタイトルが3か月ごとに交互使用されている理由は、テレビ静岡が中日新聞社と産経新聞社の双方から協力を受けているため。
FNNニュース（年末年始）
日曜朝や、月曜 - 土曜のスポットニュースの放送とは異なり、上記の2つのタイトルや、『テレビ静岡ニュース』へのタイトル差し替えや、オープニング、エンディング、テーマソングの差し替えは行われず、そのまま放送する。ローカル枠で静岡県内のローカルニュースと天気予報を放送する。

## 昼のニュース
『FNNスピーク』→『FNNプライムニュース デイズ』→『FNN Live news days』（月 - 金曜 11:30 - 11:50、土曜・日曜 11:50 - 12:00）番組後半で静岡県内のローカルニュースを放送。